# 拿撒勒圣若瑟堂

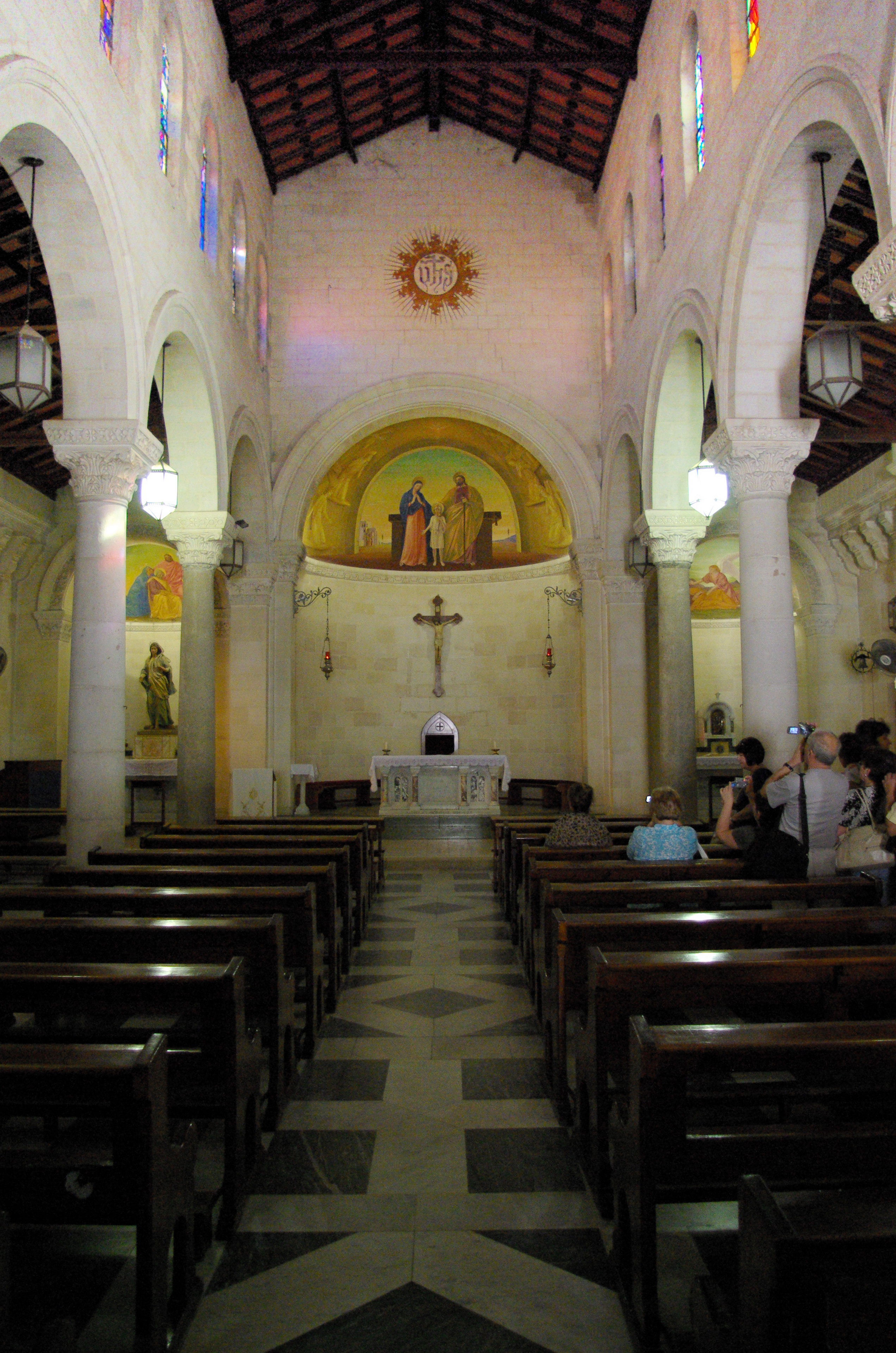
内部

纳匝肋圣若瑟堂是一座天主教方济各会教堂，位于以色列北部拿撒勒老城。靠近圣母领报圣殿。该堂建于1914年，罗曼复兴风格，兴建在更早期的教堂（生养堂）遗址之上.